# Opherten
Opherten is een plaats in de Duitse gemeente Titz, deelstaat Noordrijn-Westfalen, en telt 402 inwoners (2006).